# Höfen bei Uckersdorf
Höfen bei Uckersdorf ist ein Ortsteil der Gemeinde Schwarzhofen im Oberpfälzer Landkreis Schwandorf (Bayern).

## Geographische Lage
Höfen bei Uckersdorf befindet sich ungefähr fünf Kilometer nordwestlich von Schwarzhofen, einen Kilometer nordöstlich der Mündung der Staatsstraße 2159 in die Staatsstraße 2040 im Murachtal und etwa einen Kilometer nördlich der Mündung der Murach in die Schwarzach.

## Geschichte
Höfen bei Uckersdorf (auch: Hovelin, Hoeflein, Höflern, Hofen) wurde erstmals im Herzogsurbar von 1285 und von 1326 mit einem Hof erwähnt.
Höfen bei Uckersdorf wurde in den Musterungsregistern 1572 mit 2 Mannschaften aufgeführt.
1631 gehörte Höfen bei Uckersdorf zum inneren Amt Neunburg vorm Wald. Es hatte drei Höfe, zwei Inwohner (darunter ein Hüter), 28 Rinder und 6 Schweine.
Entsprechend einer Verordnung von 1808 wurde das Landgericht Neunburg vorm Wald in 55 Steuerdistrikte unterteilt. Dabei bildete Haag bei Schwarzhofen mit den Ortschaften Denglarn, Girnitz, Höfen bei Uckersdorf, Krimling, Laubenhof, Raggau und Uckersdorf einen Steuerdistrikt. Höfen bei Uckersdorf hatte zu dieser Zeit drei Anwesen und 20 Einwohner.
1830 bis 1972 bildete Uckersdorf zusammen mit den Ortschaften Girnitz, Höfen bei Uckersdorf und Schönau eine selbständige Gemeinde.
Zum Stichtag 23. März 1913 (Osterfest) wurde Höfen bei Uckersdorf als Teil der Pfarrei Schwarzhofen mit 2 Häusern und 19 Einwohnern aufgeführt.
Bei der Eingliederung der Gemeinde Uckersdorf in die Gemeinde Schwarzhofen 1972 gelangte Höfen bei Uckersdorf zur Gemeinde Schwarzhofen.
Am 31. Dezember 1990 hatte Höfen bei Uckersdorf 14 Einwohner und gehörte zur Pfarrei Schwarzhofen.